# 福井愛育病院
福井愛育病院（ふくいあいいくびょういん）は、福井県福井市にある医療機関。産婦人科と小児科に特化した専門病院である。

## 診療科目
- 産婦人科
- 小児科
  - 子どもの心診療部

## 近隣の医療機関
- 国立病院機構あわら病院（あわら市）
- 春江病院（坂井市）
- 福井大学医学部附属病院（永平寺町）
- 福井県立病院（福井市）
- 福井循環器病院（福井市）
- 福井赤十字病院（福井市）
- 福井県済生会病院（福井市）

## 交通アクセス
- えちぜん鉄道勝山永平寺線 越前新保駅より約400 m。